# Кузнецов, Олег Павлович
Оле́г Па́влович Кузнецо́в (1936—2009) — советский и российский писатель и журналист, заслуженный работник культуры РСФСР (1987), член Союза писателей СССР (1973) и России.

## Биография
Родился в 1936 году в Москве. Во время Великой Отечественной войны вместе с родителями эвакуировался в Сибирь, а в 1947 году переехал на юг Сахалина. Жил в г. Корсакове, Холмске, где учился в вечерней школе. Работал на стройке, на железной дороге. С 1958 года стал литературным сотрудником холмской газеты «Ленинское знамя». В 1963 году был переведен в г. Макаров, в межрайонную совхознопроизводственную газету «Родная земля». В 1969 году окончил факультет журналистики Хабаровской Высшей партийной школы и был направлен на должность редактора газеты «Красное знамя» в г. Александровск-Сахалинский. С 1972 по 1975 год — редактор, старший редактор Сахалинского отделения Дальневосточного книжного издательства. С 1975 по 1986 год — ответственный секретарь журнала «Блокнот агитатора» в издательстве Сахалинского обкома КПСС, затем по 1992 год — директор Сахалинского отделения Дальневосточного издательства. 19 марта 1987 года ему присвоено почётное звание «Заслуженный работник культуры РСФСР». Последние годы работал заведующим редакционно-издательским отделом Государственного архива Сахалинской области и одновременно — редактором издательства «Лукоморье».
Скончался 10 июня 2009 года в Южно-Сахалинске.

## Творчество
Ешё во время учебы в Хабаровске заявил о себе как детский писатель, выпустив в краевом издательстве книжку «Роса на водорослях» (1967). Рассказы Кузнецова публиковались в журналах «Мурзилка», «Пионер», «Нева», «Аврора»,  «Дальний Восток», «Звезда Востока» и «Крестьянка».

### Книги
- Роса на водорослях. — Хабаровск: Кн. изд-во, 1967. — 32 с.
- Волочаевка: Рассказы. — Хабаровск: Кн. изд-во, 1969. — 32 с.
- Тайфун [Пират: Рассказы]. — Хабаровск: Кн. изд-во, 1969. — 31 с.
- Хозяйка рыбачьего стана: Рассказы [Для сред. и старш. школ. возраста]. — Южно-Сахалинск: Дальневост. кн. изд-во : Сахалин. отд-ние, 1970. — 55 с.
- Эскадра адмирала Веньки: Повесть [для сред. школ. возраста]. — Южно-Сахалинск: Дальневост. кн. изд-во : Сахалин. отд-ние, 1972. — 48 с.
- Ребята, Тимка потерялся…: Рассказ и повести. — Южно-Сахалинск: Дальневост. кн. изд-во : Сахалин. отд-ние, 1975. — 142 с.
- Быль о седом калане: : Повесть, рассказы, сказки, миниатюры. — Южно-Сахалинск: Дальневост. кн. изд-во : Сахалин. отд-ние, 1979. — 207 с.
  - Быль о седом калане:  повесть [для мл. шк. возраста]. — М.: Детская литература, 1987. — 46 с.
- Лагуна:  повесть. — М.: Современник, 1985. — 207 с.
- Возле моря: исторический роман. — Южно-Сахалинск: Сахалинское кн. изд-во, 2001. — 487 с. — ISBN 5-88453-069-2.
- И жили люди на краю...: исторический роман. — Южно-Сахалинск: Сахалин. обл. краевед. музей, 2002. — 238 с. — ISBN 5-900334-05-8.
- А стрелки ходят по кругу: роман и три повести. — Южно-Сахалинск: Лукоморье, 2006. — 345 с. (Содержание: А стрелки ходят по кругу: роман; Чудачник; Птица долгой любви: повести)
- В ожидании конфликта: исторические повести. — Южно-Сахалинск: Лукоморье, 2008. — 209 с.

### Публикации в периодике
- Зелёный свет: рассказ // Советский Сахалин. — 1967. — 16 июля (№ 167). — С. 3.
- На морском дне: рассказ // Дальний Восток. — 1973. — № 1. — С. 155—157.
- Тишина перед рассветом: повесть // Аврора. — 1985. — № 3. — С. 52—75.

## Награды и премии
- Медаль «За доблестный труд. В ознаменование 100-летия со дня рождения В. И. Ленина» (1970)
- Медаль «За трудовую доблесть» (1981)
- Медаль ордена «За заслуги перед Отечеством» II степени (2007)
- Премия Сахалинского фонда культуры (1993)
- Премия губернатора Сахалинской области (2001)
- Международная премии имени Рытхэу (2004)[1]